# خیابان آربات

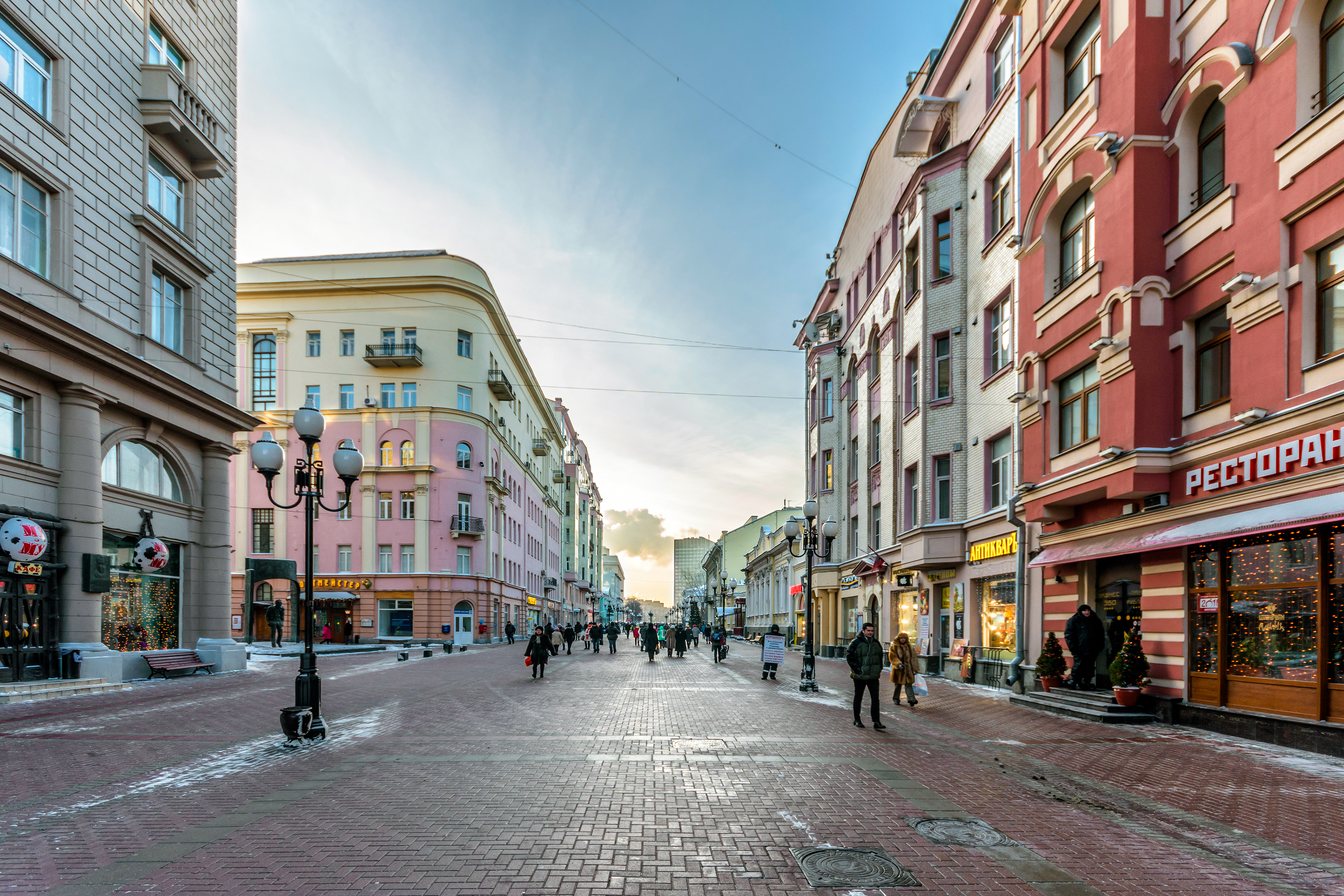
خیابان آربات

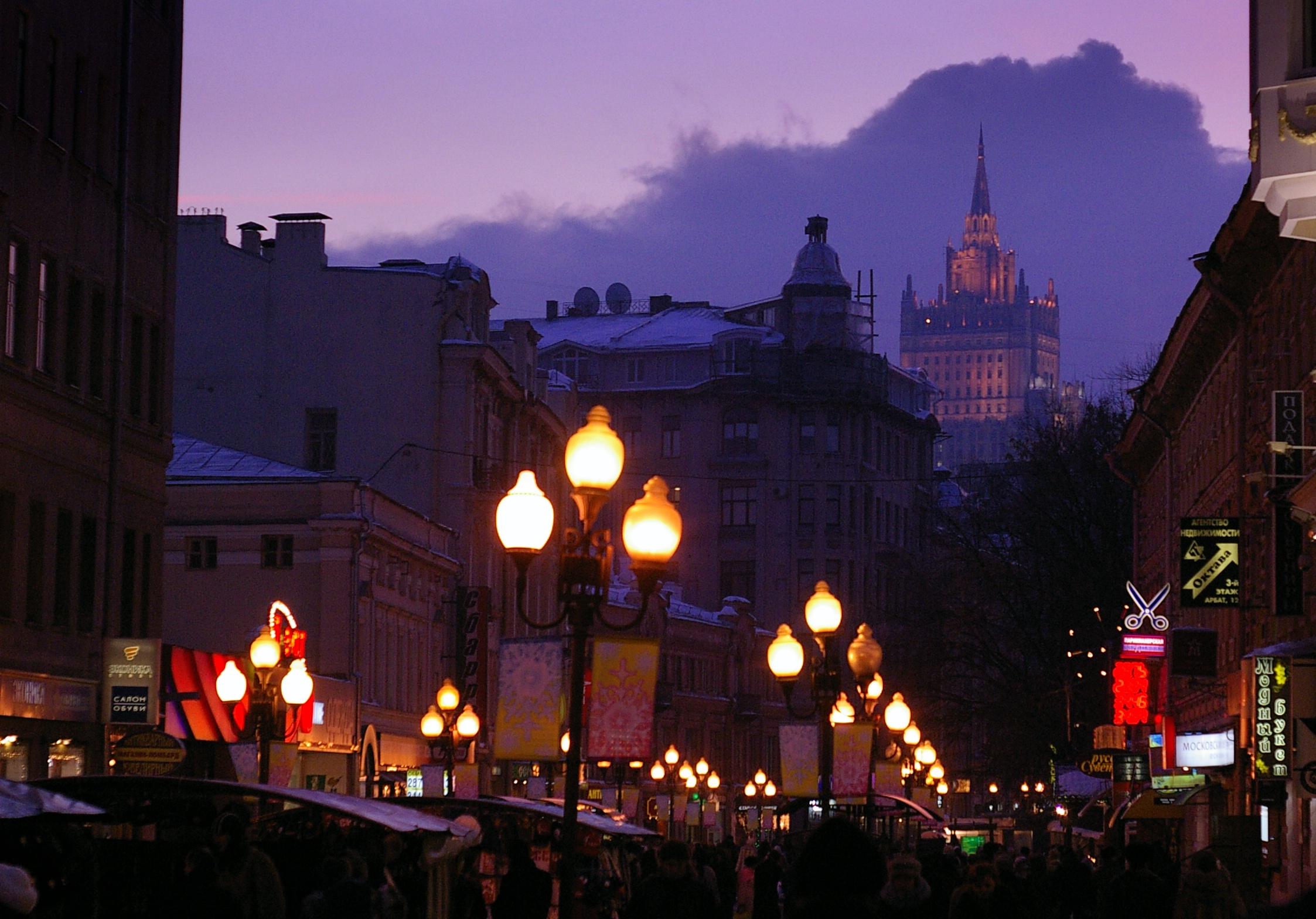
نمایی از آربات در شب.

خیابان آربات (به روسی: Улица Арбат) یکی از قدیمی‌ترین و مشهورترین خیابان‌های مسکو است که طول آن بالغ بر یک کیلومتر می‌شود. خیابان آربات بین میدان آرباتسکایا واروتا و میدان اسمولنسکایا قرار دارد.
این خیابان حداقل از قرن ۱۵ میلادی وجود داشته‌است و بخشی از مسیر مهم تجاری و خانه بسیاری از صنعتگران دربار بوده‌است. از اوایل سده ۱۸ میلادی، به عنوان یکی از بهترین مناطق مسکو، به محلی شناخته‌شده برای زندگی اشراف و نویسندگان درآمد.
در قرن ۱۹ و اوایل قرن بیستم خیابان به محلی برای نویسندگان، هنرمندان تبدیل شد. در دوره حکومت اتحاد جماهیر شوروی بسیاری از مقامات عالی‌رتبه دولتی در خیابان آربات زندگی می‌کردند.
در سال ۲۰۱۶ خیابان تحت بازسازی قرار گرفت.
بخش قدیمی خیابان آربات به عابرین پیاده اختصاص دارد.

## ساکنین مشهور
- الکساندر پوشکین، شاعر و نویسندهٔ روس.
- ماکسیم گورکی، داستان‌نویس و نمایش‌نامه‌نویس روس.